# Arachis burkartii
Arachis burkartii là một loài thực vật có hoa trong họ Đậu. Loài này được Handro miêu tả khoa học đầu tiên.